# 이태호 (가수)
이태호(본명: 이정호, 1964년 2월 ~ )은 대한민국의 가수이다.

## 학력
- 영주제일고등학교 졸업

## 수상
- 2006년 제13회 대한민국 연예예술상 연예인 봉사상

## 데뷔
- 1986년 노래 "돌 같은 사나이"

## 음반
- 2022년 욕심
- 2017년 한 사람 / 입술을 깨물고 / 임진강
- 2010년 입술을 깨물고
- 2008년 하늘다리
- 2006년 버팀목 / 사는 동안 / 유진 내 사랑
- 2006년 버팀목
- 2004년 사는 동안
- 2001년 내 생에 못 잊을 사람
- 1999년 자옥이
- 1999년 반지 하나
- 1994년 이태호 통기타 트로트 메들리
- 1994년 애오라지
- 1992년 골든 힛송 모음집
- 1991년 이태호 2집
- 1990년 이태호 1집
- 1989년 이태호 89
- 1989년 이태호 2
- 1988년 이태호
- 1986년 돌 같은 사나이